# Neđo Kostić
Nedeljko 'Neđo' Kostić je srpski pevač narodne muzike i voditelj na TV Duga SAT. Poznat je po ratnim srpskim patriotskim i rodoljubivim pesmama. Rođen je u okolini Drvara gde je živeo do početka rata.

## Pesme
1981 - Zašto je tako moralo da bude
- Piši mi
- Zašto je tako moralo da bude

1983 - Žena sa očima plavim
- Žena sa očima plavim
- Noćas si tuđa
- Hvala ti
- Neću više da te ljubim
- Nesuđenica
- Ružmarine moj zeleni
- Vrati se
- Tuguj sa mnom, sumorna jeseni

Šta ću ja bez tebe
- Čobanice lepotice
- Jelena, ljubavi moja
- Ljubav ruši mnoga prijateljstva
- Plava lepotica
- Šta ću ja bez tebe
- Šta te muči, šta te boli
- Zima dođe
- Zvezdano jato

Srpske pesme
- Car Lazara
- Idu braća Krajišnici
- Oficiri, oficiri
- Povedi i mene brate
- Slomili smo Americi krila
- Srbija se nova stvara
- Na Kosovu boj se bije
- Ne diraj u Srbiju
- Na Kosovu boj se bije
- K sebi ruke Klintone
- Nije lako Srbin biti
- Jasenovac
- Velika je srpska duša
- Osveti me
- Ratko Mladić
- Sarajevo, Pale
- Srpski ratnik
- Tera Srbin balije

Uživo
- Dajte mi utehu
- Ja stalno pijem
- Lažu te lažu jedina moja
- Most do moga zavičaja
- Na kapiji žena
- Ne može nam niko ništa
- Plastim suvu travu
- Sve ide u krug
- Zanela me svetla velikoga grada
- Zašto je tako moralo da bude
- Zašto rujna zoro svićeš tako rano
- Zvijezda tjera Mjeseca

## Spoljašnje veze
- Profil na sajtu Diskogs